# Amandine (Schiff)

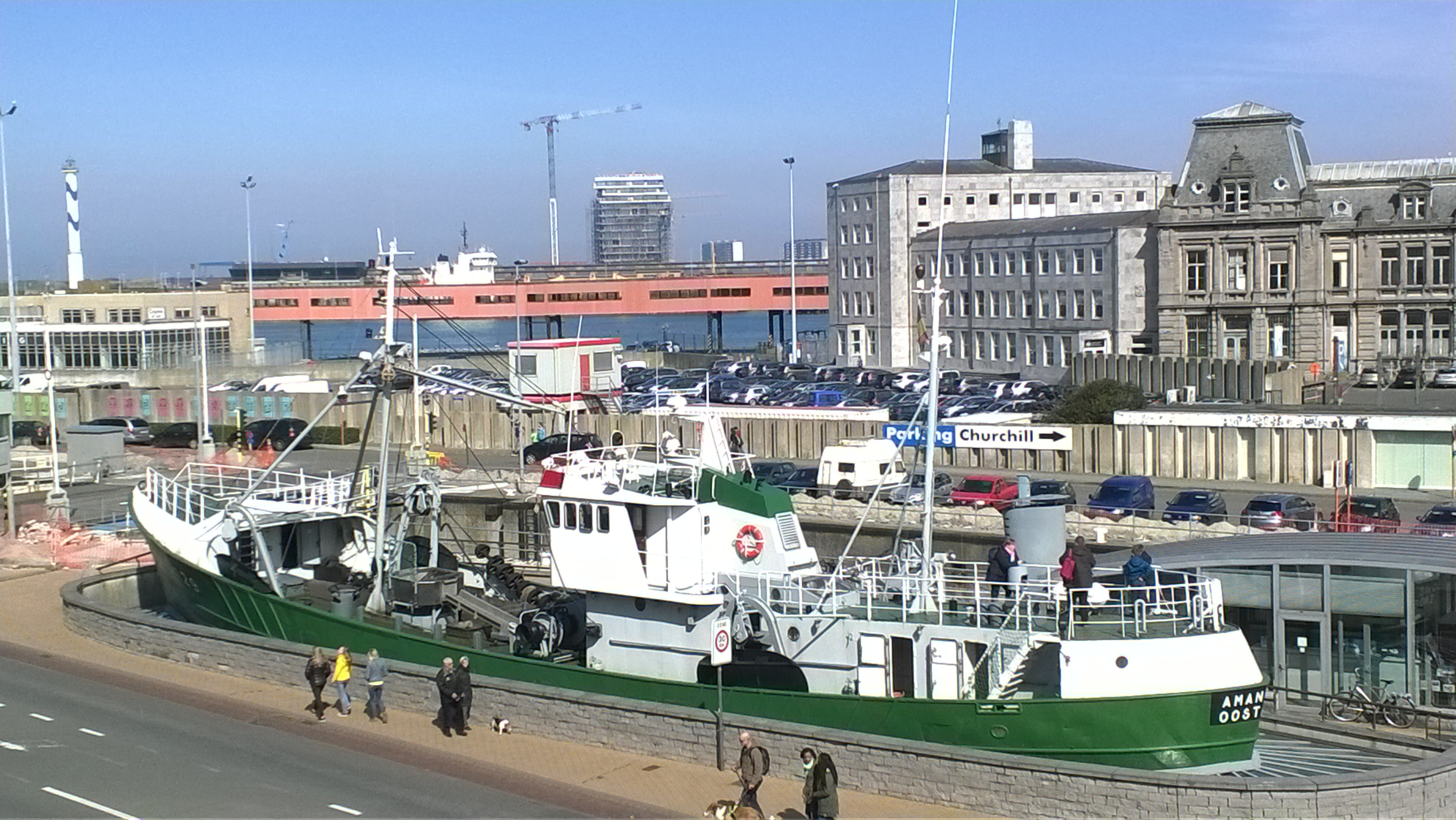
Übersicht

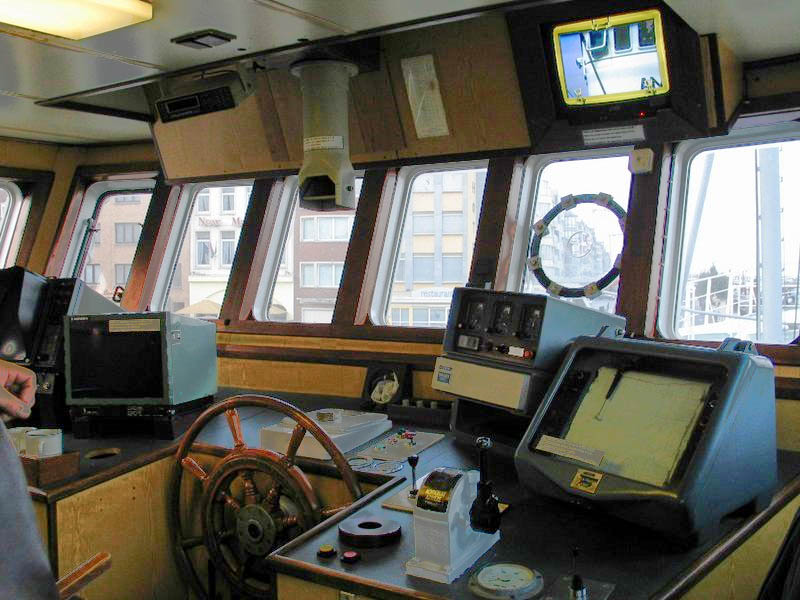
Brücke der Amandine

Die Amandine (Fischereikennzeichen O.129) ist ein Seitentrawler und war der letzte Islandfahrer aus Ostende.
Der Bau des Schiffes begann am 16. November 1960 auf der Scheepsbouwwerf Richard Panesi in Ostende für die Reederei der Unternehmer Engel Verhaeghe und Pieter Vincent. Der Stapellauf erfolgte am 27. September 1961. Der Bau des 1992 fertiggestellten Schiffes kostete 8.861.087 belgische Franken. Benannt wurde es nach Amandine Danneel, der Frau von Engel Verhaeghe.
Das Schiff war mit 196,66 BRT vermessen, der Fischladeraum fasste 68,97 t. Es wurde 1962 in Dienst gestellt und überwiegend in den Sommermonaten für den Fischfang rund um Island eingesetzt. In den Wintermonaten wurde es in der Nordsee und dem Ärmelkanal genutzt. Nachdem Island seine Fischereizone um die Insel 1958 und nochmal in den 1970er Jahren erweitert hatte, was zu den Kabeljaukriegen und letztlich der Einführung von Ausschließlichen Wirtschaftszonen führte, weil ausländische Fischereifahrzeuge in den Gebieten nicht mehr fischen durften, schloss Belgien mit Island einen Vertrag, nach dem 19 belgische Fischereifahrzeuge weiter in isländischen Gewässern fischen durften, darunter auch die Amandine. Die Schiffe durften allerdings nicht durch andere ersetzt werden, wenn sie außer Dienst gestellt worden oder verlorengegangen waren. 1993 war die Amandine das letzte verbliebene belgische Fischereifahrzeug aus diesem Vertrag.
Die Amandine wurde bis 1995 als Fischereischiff genutzt. Anfang April 1995 wurde es in Ostende außer Dienst gestellt. 1998 wurde es vom belgischen Verein Maritieme Site Oostende übernommen und auf dem Gelände der früheren Seghers-Werft zu einem Museum umgebaut. Am 14. Mai 2000 wurde das Schiff mithilfe von zwei Kränen an Land gehoben. Das Schiff liegt in Ostende in einem „Trockendock“ am Visserskaai, schräg gegenüber vom Bahnhof. Die Ausstellung an Bord hat die Islandfahrt und Hochseefischerei zum Thema.